# Cserjés jázmin
A cserjés jázmin (Jasminum fruticans) az olajfafélék családjába tartozó faj.
A téli jázminnal szemben a hajtások felállók, a növény 1–2 m magas, vesszője sokszögletű. A levelek átellenesek, három elliptikus, tompa csúcsú levélkéből szárnyasan összetettek. A virág sárga, 1-1,5 cm hosszú, 2–3 cm átmérőjű, alig illatos. A csészelevél keskeny pillái a pártacső negyedéig érnek. A virágzat 2-5 virágból álló sátor. Gyakran ültetett cserje, olykor kivadul. Május-júliusban virágzik. Hazája Észak-Afrika, Dél-Európa, Nyugat-Ázsia.